# Коломієць Анатолій Федорович
Анатолій Федорович Коломієць (* 27 квітня 1944, Київ) — український історик і статистик футболу, спортивний журналіст, письменник. Голова Правління Українського товариства колекціонерів-футболофілів, організатор Об'єднання любителів історії та статистики футболу.

## Біографія
Навчався у київських залізничних середньо-освітніх школах № 6 та 7 (1951—1958), закінчив Київський технікум радіоелектроніки (1958—1962) та Київський політехнічний інститут (1962—1968) — вечірнє відділення за спеціальністю «електроакустика та ультразвукова техніка», інженер-електрик.
Працював в оборонній промисловості (1962—1994 рр. — Київський НДІ гідроприладів) з забезпечення новою технікою ВМС СРСР та на керівних посадах у відомчій воєнізованій охороні на залізничному транспорті України, пішов на пенсію з посади начальника сектору кадрових, соціальних питань і охорони праці Управління воєнізованої охорони Укрзалізниці. Загальний трудовий стаж — 50 років.
Спортивною журналістикою займається з 1992 року. Автор-упорядник багатьох футбольних видань, редактор газети «Футболофіл-ревю» (2000—2001 рр. вид.), автор ряду статей у газеті «Український футбол», журналах «„Динамо“ Київ» і «Футбольная правда» (Росія). Нині має багато напрацювань на офіційному сайті Федерації футболу м. Києва у розділах «Новини» та «До відома» (Сторінка нашого архіваріуса), є засновником блогу «Історія футболу України».
Як письменник, в першу чергу відомий своїми чотирьохтомними виданнями "Киевский футбол на рубежах времен" (2007-2013 рр.вид., загалом на 2662 с.) і "Перші кроки футболу України" (2019-2022 рр.вид., загалом на 1312 с.), також першим томом "Флагман футболу України" (2024 р.вид. на 246 с.).
Одружений, має трьох синів, онуків і правнуків.

## Нагороди
- Нагороджений медаллю «Ветеран праці» (СРСР).
- Нагороджений відомчими нагородами — «Залізнична слава» та «Відмінник воєнізованої охорони Укрзалізниці»
- Нагороджений почесним знаком Федерацій футболу України — «За заслуги».
- Нагороджений почесним знаком Федерацій футболу м. Києва — «За заслуги», медалями I, II і III ступенів та «За розвиток динамівського руху»
- Нагороджений почесним знаком Колегії футбольних арбітрів і інспекторів України — «За заслуги».

## Праці
- «Киевский футбол на рубежах времен» — томи І, II, III и IV (2007—2013 рр.вид.)[2].
- «Перші кроки футболу України» - томи I, II, III і IV (2019-2022 рр.вид.
- «Динамо» Киев (Футбольные клубы мира) — 1994 р. вид.
- «Бюллетень футболофила» (три випуски — 1991 і 1992 рр. вид.).
- журнали «Футболофил» (1993 і 1996 рр. вид.)
- газета «Футболофіл-ревю» (2000—2001 рр. вид.).
- мультимедійна енциклопедія (на трьох дисках CD) — «Динамо» Київ — ХХ век і «Динамо» Киев — 2001—2005 (співавтор).

## Блоги та сторінки в Інтернеті
- «Facebook» на всіх сторінках запроваджені групи «УТКФ» Статті на сайті Федерації футболу м. Києва [Архівовано 12 вересня 2016 у Wayback Machine.]
- Блог «Історія футболу України» [Архівовано 16 вересня 2016 у Wayback Machine.]

- Газета «Фортуна» https://fortuna-gazeta.com.ua/articles/futb/